# Hugo Ayala
Hugo Ayala (* 31. März 1987 in Morelia, Michoacán) ist ein mexikanischer Fußballspieler auf der Position eines Verteidigers.

## Laufbahn

### Verein
Ayala begann seine aktive Laufbahn bei Atlas Guadalajara und feierte sein Debüt für die Zorros in der mexikanischen Primera División in einem am 28. Oktober 2006 ausgetragenen Clásico Tapatío, der 1:3 gegen den Stadtrivalen Chivas verloren wurde. Sein erstes Tor in der Primera División gelang Ayala am 27. August 2008 in einem Heimspiel gegen den Club América, das 1:1 endete.
Im Sommer 2010 wechselte Ayala zum Club Tigres de la UANL, mit denen er bereits viermal die mexikanische Fußballmeisterschaft und in der Clausura 2014 den mexikanischen Pokalwettbewerb gewann.
2020 gewann er mit den Tigres die CONCACAF Champions League. Im Finale traf er zum zwischenzeitlichen 1:1.

### Nationalmannschaft
Sein erstes Länderspiel für die mexikanische Nationalmannschaft bestritt Ayala am 11. März 2009 in einem Testspiel gegen Bolivien (5:1), sein erstes Länderspieltor erzielte er am 31. Januar 2018 zum 1:0-Sieg gegen die bosnisch-herzegowinische Fußballnationalmannschaft.

## Erfolge
- Mexikanischer Meister: Apertura 2011, Apertura 2015, Apertura 2016, Apertura 2017
- Mexikanischer Pokalsieger: Clausura 2014
- CONCACAF Champions League: 2020